# Threads of Fate
Threads of Fate (Dewprism au Japon) est un jeu vidéo de type action-RPG développé et édité par Square en 1999 sur PlayStation.

## Accueil
- AllGame : 4/5[1]
- Electronic Gaming Monthly : 6,17/10[2]
- Famitsu : 34/40[3]
- GamePro : 3,5/5[4]
- Game Revolution : C−[5]
- GameSpot : 7,9/10[6]
- IGN : 7,7/10[7]
- PlayStation: The Official Magazine : 3,5/5[8]